# Michael Maguire

a Compétitions nationales et continentales officielles uniquement.

Michael Maguire, né le 5 février 1974 à Canberra (Australie), est un joueur australien de rugby à XIII évoluant au poste de centre, d'ailier ou d'arrière dans les années 1990 aux Raiders de Canberra dans le Championnat de Nouvelle-Galles du Sud puis aux Rams d'Adelaide en Super League d'Australie avant de revenir à Canberra dans la National Rugby League nouvellement créée. Il entame ensuite une reconversion dans le poste d'entraîneur, tout d'abord en tant qu'assistant de Mal Meninga aux Raiders de Canberra puis celui de Craig Bellamy au Storm de Melbourne. Il décide ensuite de prendre en main le club anglais des Warriors de Wigan en tant qu'entraîneur principal et remporte ses premiers titres (Super League en  2010 et une Challenge Cup en 2011). Fort de ces succès, il prend en main les Rabbitohs de South Sydney en 2012 et les amène au titre de National Rugby League en 2014 et un World Club Challenge en 2015. Licencié en septembre 2017, il rebondit en 2018 en prenant en main la sélection de Nouvelle-Zélande.

## Palmarès

### Palmarès de joueur
- Collectif
  - Vainqueur du Championnat de Nouvelle-Galles du Sud (ex-National Rugby League) : 1994[note 1] (Canberra).

### Palmarès d'entraîneur
- Collectif :
  - Vainqueur du World Club Challenge : 2015 (South Sydney).
  - Vainqueur de la National Rugby League : 2014 (South Sydney).
  - Vainqueur de la Super League : 2010 (Wigan).
  - Vainqueur de la Challenge Cup : 2011 (Wigan).
  - Vainqueur de la phase régulière de National Rugby League : 2014 (South Sydney).
  - Vainqueur de la phase régulière de Super League : 2010 (Wigan).

- - Finaliste du World Club Challenge : 2011 (Wigan).

- Individuel :
  - Nommé meilleur entraîneur de Super League : 2010 (Wigan).

#### Détails en club
| Année                                                                               | Année | Club                   | Compétition | Saison régulière | Saison régulière | Saison régulière | Saison régulière | Saison régulière | Phase finale | Phase finale | Phase finale | Phase finale | Phase finale | Challenge Cup |
| Année                                                                               | Année | Club                   | Compétition | Class.           | MJ               | V.               | N.               | D.               | Perf.        | MJ           | V.           | N.           | D.           | Challenge Cup |
| 2010                                                                                | 2010  | Wigan Warriors         | SL          | 1er              | 27               | 22               | 0                | 5                | Champion     | 4            | 3            | 0            | 1            | 1/4 finale    |
| 2011                                                                                | 2011  | Wigan Warriors         | SL          | 2e               | 27               | 20               | 3                | 4                | 1/2 finale   | 3            | 1            | 0            | 2            | Vainqueur     |
| Année                                                                               | Année | Club                   | Compétition | Saison régulière | Saison régulière | Saison régulière | Saison régulière | Saison régulière | Phase finale | Phase finale | Phase finale | Phase finale | Phase finale |               |
| Année                                                                               | Année | Club                   | Compétition | Class.           | MJ               | V.               | N.               | D.               | Perf.        | MJ           | V.           | N.           | D.           |               |
| 2012                                                                                | 2012  | South Sydney Rabbitohs | NRL         | 3e               | 24               | 16               | 0                | 8                | Finale prél. | 3            | 1            | 0            | 2            |               |
| 2013                                                                                | 2013  | South Sydney Rabbitohs | NRL         | 2e               | 24               | 18               | 0                | 6                | Finale prél. | 2            | 1            | 0            | 1            |               |
| 2014                                                                                | 2014  | South Sydney Rabbitohs | NRL         | 3e               | 24               | 15               | 0                | 9                | Champion     | 3            | 3            | 0            | 0            |               |
| 2015                                                                                | 2015  | South Sydney Rabbitohs | NRL         | 7e               | 24               | 13               | 0                | 11               | 1er tour     | 1            | 0            | 0            | 1            |               |
| 2016                                                                                | 2016  | South Sydney Rabbitohs | NRL         | 12e              | 24               | 9                | 0                | 15               | Non qualifié | -            | -            | -            | -            |               |
| 2017                                                                                | 2017  | South Sydney Rabbitohs | NRL         | 12e              | 24               | 9                | 0                | 15               | Non qualifié | -            | -            | -            | -            |               |
| En 2018, Michael Maguire n'occupe pas de poste d'entraîneur en chef                 |       |                        |             |                  |                  |                  |                  |                  |              |              |              |              |              |               |
| 2019                                                                                | 2019  | Wests Tigers           | NRL         | 9e               | 24               | 11               | 0                | 13               | Non qualifié | -            | -            | -            | -            |               |
| 2020                                                                                | 2020  | Wests Tigers           | NRL         | 11e              | 20               | 7                | 0                | 13               | Non qualifié | -            | -            | -            | -            |               |
| 2021                                                                                | 2021  | Wests Tigers           | NRL         | 13e              | 24               | 8                | 0                | 16               | Non qualifié | -            | -            | -            | -            |               |
| 2022                                                                                | 2022  | Wests Tigers           | NRL         | 16e              | 12               | 3                | 0                | 9                | Non qualifié | -            | -            | -            | -            |               |
| En 2022, Michael Maguire est licencié des Wests Tigers avant la 13e journée de NRL. |       |                        |             |                  |                  |                  |                  |                  |              |              |              |              |              |               |
| De 2022 à 2024, Michael Maguire n'occupe pas de poste d'entraîneur en chef          |       |                        |             |                  |                  |                  |                  |                  |              |              |              |              |              |               |
| 2025                                                                                | 2025  | Brisbane Broncos       | NRL         | -                | -                | -                | -                |                  | -            | -            | -            | -            | -            |               |